# Lac Eyasi
Le lac Eyasi est un lac de soude, salé et endoréique du nord de la Tanzanie situé au sud-ouest du massif du Ngorongoro et bordé au nord par l'aire de conservation du Ngorongoro. Il fait partie des nombreux lacs de la vallée du Grand Rift.

## Géographie
De forme grossièrement rectangulaire et orienté sud-ouest-nord-est, le lac fait partie du district de Karatu de la région d'Arusha mais son rivage sud-est constitue une partie de la frontière orientale de la région de Shinyanga et l'extrémité nord de la région de Singida.
Le lac Eyasi est bordé au nord par la plaine du Serengeti et au sud-est par les montagnes de Kidero.

## Régime hydrique
Le niveau du lac Eyasi est assez variable car il est dépendant des précipitations irrégulières pour son alimentation. De nombreux affluents venant principalement du massif du Ngorongoro au nord-est se jettent dans le lac dont la Matete. Le principal affluent du lac est la rivière Sibiti venant du sud-ouest et qui forme une embouchure deltaïque sur la rive sud-est du lac car charriant de grandes quantités de sédiments.
La rive nord du lac est appelée Ol Doinya Ailipi.

## Démographie
Les Hadzas, un peuple chasseur-cueilleur, vit autour du lac.